# 傅家谟
傅家谟（1933年7月14日—2015年6月11日），出生于上海，籍贯湖南沅江，中国有机地球化学家，环境地球化学家。 

## 生平
1956年毕业于北京地质学院，1961年中国科学院地质研究所研究生毕业。1991年当选为中国科学院学部委员(院士)。 中国科学院广州地球化学研究所研究员，上海大学环境化工学院院长。1966年建立了中国第一个有机地球化学实验室(现为国家重点实验室)。